# Джонатан Ларсон
Джонатан Девід Ларсон (англ. Jonathan David Larson, 4 лютого 1960 — 25 січня 1996) — американський композитор, пісняр і драматург, який у своїй творчості досліджував соціальні проблеми мультикультуралізму, залежностей та гомофобії. Типові приклади використання ним цих тем можна знайти в його мюзиклах Rent і Tick, Tick… Boom! Отримав три посмертні премії «Тоні» та посмертну Пулітцерівську премію за драму за рок-мюзикл Rent.

## Ранні роки
Ларсон народився у сім'ї Нанетт (уроджена Нотаріус) і Аллана Ларсона в Вайт-Плейнс (штат Нью-Йорк) 4 лютого 1960 року. Родина була єврейською: його дід, який народився в Росії, змінив родинне прізвище із Лазарсон на Ларсон. З раннього дитинства Ларсон знайомився зі сценічним мистецтвом, особливо з музикою та театром, коли грав на трубі та тубі, співав у шкільному хорі та брав уроки гри на фортепіано. Ранні музичні впливи на нього мали улюблені рок-музиканти, такі як Елтон Джон, The Beatles, The Doors, The Who і Біллі Джоел, а також композитори-класики музичного театру, особливо Стівен Сондгайм. Ларсон також займався акторською майстерністю в середній школі, виконуючи головні ролі в різних драматичних і музичних постановках у старшій школі Вайт-Плейнс. У нього є сестра Джулі.
Ларсон закінчив школу у 1978 році. Навчався в Університеті Аделфі в Гарден-Сіті, Нью-Йорк, отримавши чотирирічну стипендію на акторську спеціальність, а також виступав у численних виставах і музичному театрі. Під час навчання в коледжі він почав писати музику, спочатку для невеликих студентських постановок кабаре, а пізніше — партитуру до мюзиклу Libro de Buen Amor, написаного керівником відділу Жаком Бурдіком. Бердік був наставником Ларсона під час навчання в коледжі. Після отримання ступеня бакалавра образотворчого мистецтва Ларсон брав участь у літній театральній програмі у The Barn Theatre в Огасті, штат Мічиган, як піаніст, завдяки чому отримав картку члена акторської профспілки Actors' Equity Association.
Далі Ларсон переїхав у Нью-Йорк, у лофт без опалення на п'ятому поверсі будівлі на розі Гринвіч-стріт і Спрінг-стріт в Нижньому Мангеттені, де жив разом з Ґреґом Білзом, журналістом Newsweek і братом актриси Дженніфер Білз. Дев'ять з половиною років Ларсон працював офіціантом у ресторані Moondance Diner по вихідних і працював над написанням мюзиклів упродовж тижня. У закусочній Ларсон познайомився з Джессі Л. Мартіном, який був його стажером, а пізніше виконував роль Тома Коллінза в оригінальному акторському складі мюзиклу Ларсона Rent. Ларсон та його сусіди по кімнаті жили в суворих умовах, маючи мало грошей чи майна.

## Кар'єра
Перш ніж створити і написати мюзикл Rent, свій найпопулярніший твір, Ларсон писав різноманітні ранні театральні п'єси з різним ступенем успіху та постановки.
Серед його ранніх творчих робіт — Sacrimmoralinority, його перший мюзикл, який він написав у співавторстві з Девідом Гленном Армстронгом, поки вони були студентами Університету Аделфі. Це брехтіанське музичне кабаре було вперше поставлене в університеті взимку 1981 року. Після того, як Ларсон і Армстронг закінчили навчання в 1982 році, вони перейменували його в Saved! — An Immoral Musical on the Moral Majority. Він відбув чотиритижневий демонстраційний показ у Rusty's Storefront Blitz, невеликому театрі на 42-й вулиці на Мангеттені, і за нього обоє авторів отримали нагороду від Американського товариства композиторів, авторів і видавців (ASCAP).

### Superbia
У 1983—1990 роках Ларсон писав Superbia, що спочатку мало бути футуристичним рок-переказом «1984» Джорджа Орвелла, хоча спадкоємці Орвелла відмовили йому в дозволі на адаптацію самого роману. Superbia отримала нагороду Richard Rodgers Production Award і грант Richard Rodgers Development. Однак, незважаючи на виконання в оф-бродвейському театрі Playwrights Horizons і рок-концертну версію, створену близькою подругою і продюсером Ларсона Вікторією Лікок у Village Gate у вересні 1989 року, Superbia так і не стала повноцінною постановкою.

### Tick, Tick… Boom!
Його наступною роботою, закінченою в 1991 році, став автобіографічний «рок-монолог» під назвою 30/90, який пізніше був перейменований на Boho Days і, нарешті, на Tick, Tick… Boom!. Цей твір, написаний для лише Ларсона з фортепіано та рок-групою, ґрунтувався на його почуттях відторгнення, викликаному розчаруванням після Superbia. Спектакль поставили в оф-бродвейському театрі Village Gate у Гринвіч-Вілледж, а потім у театрі Second Stage Theater у Верхньому Вест-Сайді. Продюсеркою обох цих постановок виступила Вікторія Лікок. Продюсер Джеффрі Селлер побачив читання Boho Days і виявив зацікавленість у постановці мюзиклів Ларсона. Після смерті Ларсона драматург Девід Оберн та аранжувальник і музичний керівник Стівен Оремус переробили твір на сценічний мюзикл. Прем'єра сценічної версії відбулася на оф-Бродвеї в 2001 році і з тих пір виконується на Вест-Енді. Екранізація мюзиклу від режисера Лін-Мануеля Міранди з Ендрю Гарфілдом у ролі Ларсона вийшла на Netflix 12 листопада 2021 року.

## Смерть
Ларсон помер удома рано вранці 25 січня 1996 року, в день першого оглядового виконання мюзиклу Rent на оф-Бродвеї. Він переніс диссекцію аорти, яка, як вважають, була викликана недіагностованим синдромом Марфана. Упродовж кількох днів до смерті він страждав від сильного болю в грудях, запаморочення та задишки, але лікарі Медичного центру Кабріні та лікарні Сент-Вінсента не змогли виявити ознак розшарування аорти навіть після проведення рентгенограми грудної клітки та електрокардіограми, тож вони неправильно діагностували це як грип чи стрес. Медичні розслідувачі штату Нью-Йорк прийшли до висновку, що якби розшарування аорти було правильно діагностоване та проліковане за допомогою хірургічного втручання, Ларсон міг би вижити.

## Нагороди та номінації
| Рік  | Нагорода                                  | Категорія                   | Робота            | Результат |
| ---- | ----------------------------------------- | --------------------------- | ----------------- | --------- |
| 1996 | Пулітцерівська премія                     | Драма                       | Rent              | Перемога  |
| 1996 | Премія Тоні                               | Найкраща книга мюзиклу      | Rent              | Перемога  |
| 1996 | Премія Тоні                               | Найкращий мюзикл            | Rent              | Перемога  |
| 1996 | Премія Тоні                               | Найкраща оригінальна музика | Rent              | Перемога  |
| 1996 | Drama Desk Award                          | Видатна книга мюзиклу       | Rent              | Перемога  |
| 1996 | Drama Desk Award                          | Видатна музика              | Rent              | Перемога  |
| 1996 | Drama Desk Award                          | Видатна лірика              | Rent              | Перемога  |
| 1996 | Нью-Йоркський гурток драматичних критиків | Найкращий мюзикл            | Rent              | Перемога  |
| 2002 | Drama Desk Award                          | Видатна книга мюзиклу       | Tick, Tick… Boom! | Номінація |
| 2002 | Drama Desk Award                          | Видатна музика              | Tick, Tick… Boom! | Номінація |
| 2002 | Drama Desk Award                          | Видатна лірика              | Tick, Tick… Boom! | Номінація |